# Honda CBR600RR
Honda CBR600RR — спортивний мотоцикл, що випускається компанією Honda з 2003-го року як гоночна версія (англ. Race Replica) моделі CBRF. Honda CBR600RR вигравав Чемпіонат світу Суперспорт у період 2002-2008 років та у 2010-му. Двигун мотоцикла у 2010 році став базовим для прототипів, що беруть участь у чемпіонаті світу MotoGP в класі Moto2.

## Історія
CBR600RR був розроблений і натхненний мотоциклом Honda RC211V, який компанія використовувала у MotoGP. Зовнішня схожість обох моделей була навмисною, оскільки у CBR600RR були вперше використані технології Гран-Прі, такі як фірмова система задньої підвіски Pro-Link та двоступенева система подачі палива (PGM-DSFI). Суфікс RR був доданий, щоб підкреслити спортивні характеристики мотоцикла. Модель 2003-го року в наступному році випускалась без значних технічних змін, було додано лише кисневий датчика та нові колірні схеми.
У 2005 році CBR600RR отримав серйозну модернізацію кузова, повністю регульовану перевернуту передню вилку; з гоночних технологій були взяті дискові гальма з радіальними чотири-поршневими супортами та абсолютно нова алюмінієва рама з маятником і заднім амортизатором. Двигун також зазнав змін. Усі ці зміни призвели до зменшення сухої маси мотоцикла на 4,1 кг.
За винятком нових колірних схем, модель 2006-го року залишилась незмінною у порівнянні з моделлю 2005 року.
6 вересня 2006 року, Honda представила CBR600RR 2007-го модельного року. Мотоцикл зазнав найбільших змін з моменту запуску у серію, результатом яких стало зменшення сухої маси ще на 9 кг — до 154,7. Повністю новий двигун був меншим і легшим, ніж його попередник; дизайнери досягли значного скорочення його розмірів, а також зменшення маси на 2 кг. Потужність збільшилася приблизно до 105 к.с., виміряної в незалежних тестах.
Рама стала легшою, тоншою і більш компактною, ніж у CBR600RR 2006-го року. Хоча колісна база зменшилась на 22 мм, маятник в моделі 2007 став на 5 мм довшим, ніж у 2006 р., що стало можливим завдяки більш компактним розмірам двигуна нового мотоцикла.
Модель 2007-го року практично не змінилася в порівнянні з попередником. Нові три-спицеві литі алюмінієві диски стали легшими, ніж на мотоциклі 2006-го року, що ще більше сприяло підвищенню продуктивності. Рульовий демпфер нової системи Honda Electronic Steering Damper (HESD) був також доступний і на CBR1000RR.
Мотоцикл випускався буз змін і у 2008-му, отримавши лише нові колірні схеми.
5 вересня 2008 року Honda представила оновлений CBR600RR для 2009 модельного року. Комбінована система ABS стала доступна як опція. Інші зміни включали оновлення двигуна, такі як зміни геометрії поршнів, головки блоку циліндрів і системи вихлопу газів, що дало змогу збільшити крутний момент в діапазоні 8000-12000 об/хв на 3,5%. Оновили також форму обтічників, що зміцнило стабільність та знизило рівень шуму. Стали доступними також нові колірні схеми. Хоча всі ці зміни включали додавання нових матеріалів, загальна вага CBR600RR залишилися на рівні моделі 2008. Це було досягнуто за рахунок економії маси двигуна, вихлопної системи та шасі.
Модель 2009 CBR600RR випускалась і у 2010, 2011 та 2012 модельних роках, зазнаючи лише змін колірних схем.
Модель CBR600RR 2013-го року включала в себе нові 12-ти спицеві колеса, переглянуті параметри електронного управління двигуном (ECU), також зазнали змін налаштування системи набігаючого повітряного потоку для збільшення крутного моменту. Мотоцикл отримав нову вилку типу «Великий поршень» (англ. Big Piston) виробництва Showa, а також налаштовуваний задній амортизатор в новому кузові. Доступними були три колірні схеми, в тому числі одна в кольорах команди MotoGP «Repsol Honda». Червоний колір був доступний лише у версіях з ABS.

## Участь у спортивних змаганнях

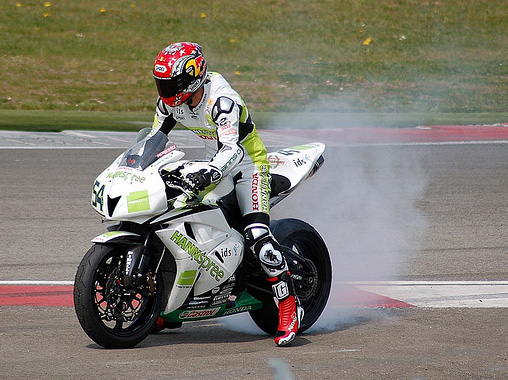
Триразовий чемпіон світу у класі Суперспорт Кенан Софуглу у Ассені, 2009 рік

### MotoGP
У 2010 році на зміну середнього класу чемпіонату світу з шосейно-кільцевих мотоперегонів MotoGP 250сс був введений новий клас — Moto2. Максимальний дозволений об'єм двигуна був збільшений з 250 до 600 см³. Для зменшення витрат команд-учасниць змагань було прийнято рішення про застосування єдиного двигуна для всіх мотоциклів. Ним став двигун від Honda CBR600RR. Налаштуванням двигунів займалась швейцарська компанія «Geo Tech Engineering», яку у 2013 році змінила іспанська фірма «ExternPro».
Двигуни CBR600RR будуть використовуватись у класі Moto2 щонайменше до кінця сезону 2018. Вартість комлекту двигунів разом із обслуговуванням на сезон складає 60 000 €.

### Supersport
На мотоциклах Honda CBR600RR було виграно вісім чемпіонатів світу у класі Суперспорт у період 2003-2008, у 2010 та 2014 роках.

## Специфікація
Honda CBR600RR 2013-го модельного року має наступні характеристики:
| Модель                | CBR600RR / CBR600RRA |
| Тип двигуна           | 599 см³, рядний, 4-циліндровий з рідинним охолодженням |
| Діаметр і хід         | 67,0мм x 42,5мм |
| Коефіцієнт стиснення  | 12,2:1 |
| Система клапанів      | DOHC; 4 клапани на циліндр |
| Система подачі палива | Програмоване двоступеневе вприскування палива (PGM-DSFI) з 40мм дроссельними заслінками, 12-ти камерні інжектори |
| Запалювання           | Комп'ютерне контрольоване цифрове транзисторне з 3-D картою |
| Коробка передач       | 6-ступінчата |
| Підвіска              | Передня: 41мм перевернута вилка «Big Piston Fork» з попереднім навантаженням пружини, відскоком і регульованим демпферуванням стиску; хід 4,3 дюйми; Задня: «Unit Pro-Link HMAS» одноударна з попереднім навантаження пружини, відскоком і регульованим демпферуванням стиску; хід 5,1 дюйма |
| Гальма                | Передні: Подвійні радіальні з 4-циліндровими камерами, дискові, діаметром 310мм; Задні: Однокамерні дискові, діаметром 220мм; Опційно доступна комбінована система ABS (модель CBR600RRA) |
| Шини                  | Передня: 120/70ZR-17 радіальна; Задня: 180/55ZR-17 радіальна |
| Колісна база          | 53,9 дюймів |
| Кут нахилу двигуна    | 23,5° |
| Колія                 | 97,7mm (3,9 дюймів) |
| Висота сидіння        | 32,3 дюйми |
| Об'єм паливного бака  | 4,8 галлонів, включаючи 0,9 галлону резерву |
| Кольори               | CBR600RR: Червоний, Repsol Edition, Білий/Синій/Червоний CBR600RRA: Червоний |
| Маса                  | 410 фунтів (CBR600RR) / 432 фунтів (CBR600RRA) |

## Подібні моделі
- Kawasaki Ninja ZX-6R
- MV Agusta F3
- Suzuki GSX-R600
- Triumph Daytona 675
- Yamaha YZF-R6

## Цікаві факти
- Honda CBR600RR належить рекорд швидкості для серійних 600-кубових мотоциклів: у 2013 році японець Шинджі Йококава (англ. Shunji Yokokawa) на соляному озері Бонневіль у США зміг розвинути швидкість 274,862 км/год.[8]